# Вознесенка (Сладковський район)
Вознесе́нка (рос. Вознесенка) — присілок у складі Сладковського району Тюменської області, Росія.
Населення — 25 осіб (2010, 55 у 2002).
Національний склад станом на 2002 рік:
- росіяни — 83 %